# 王英凡
王英凡（1942年4月—），内蒙古突泉人，中华人民共和国外交家。王英凡是首任外交部亚洲事务特使。
1964年，王英凡毕业于北京外国语学院英语系，此后担任中华人民共和国驻英国代办处、外交部翻译室、驻加纳和菲律宾使馆工作。1980年，历任中华人民共和国外交部亚洲司副处长、处长、副司长。1988年，担任中华人民共和国驻菲律宾大使。两年后返回中国，担任外交部亚洲司司长、外交部部长助理等职。1995年，他升任中华人民共和国外交部副部长，任内与董建华兼任香港回归筹备委员会副主任。2000年，担任中华人民共和国常驻联合国代表。任期满后，改任第十届全国人大常委会委员，全国人民代表大会外事委员会副主任等。
2013年3月，王英凡任首任外交部亚洲事务特使。2015年，卸任特使一职。